# Янувка (Вільнюський район)
Я́нувка (лит. Januvka) — село у Вільнюському районі Вільнюського повіту Литви.
| Литва | Це незавершена стаття з географії Литви. Ви можете допомогти проєкту, виправивши або дописавши її. |